# Sliedrecht Sport 2018-2019 (maschile)
Questa voce raccoglie le informazioni riguardanti lo Sliedrecht Sport nelle competizioni ufficiali della stagione 2018-2019.

## Organigramma societario
Area direttiva
- Presidente: Harm van der Veen

Area organizzativa
- Team manager: Lukas van Heteren

Area tecnica
- Allenatore: Paul van der Ven
- Assistente allenatore: Marnix Elbers
- Scoutman: Christy van Buren

## Rosa
| N° | Nome                 | Ruolo | Data di nascita  | Nazionalità sportiva |
| -- | -------------------- | ----- | ---------------- | -------------------- |
| 1  | Niels Vermeulen      | P     | 1995             | Paesi Bassi          |
| 2  | Rick van der Sluis   | P     | 1999             | Paesi Bassi          |
| 3  | Carl Zwijnenburg     | O     | 1992             | Paesi Bassi          |
| 4  | Michael van Leeuwe   | C     | 1988             | Paesi Bassi          |
| 5  | Yorick de Groot      | S     | 6 luglio 2000    | Paesi Bassi          |
| 7  | Ian de Bus           | C     | 1992             | Paesi Bassi          |
| 8  | David Azantinlow     | C     | 1984             | Paesi Bassi          |
| 9  | Albert Stek          | S     | 1988             | Paesi Bassi          |
| 10 | Gerard Baan          | O     | 1993             | Paesi Bassi          |
| 11 | Bart Yark            | S     | 22 febbraio 1994 | Paesi Bassi          |
| 12 | Ruben van der Leeden | L     | 1992             | Paesi Bassi          |